# WSE Champions League 2022-2023
La WSE Champions League 2022-2023 è stata la 58ª edizione della massima competizione europea di hockey su pista riservata alle squadre di club, la 1ª con tale denominazione. Il torneo ha avuto inizio il 30 settembre 2022 e si è concluso il 7 maggio 2023.
Il titolo è stato conquistato dai portoghesi del Porto per la terza volta nella loro storia sconfiggendo in finale i connazionali del Valongo. Il Porto, in qualità di squadra vincitrice, e il Valongo, come finalista del torneo, hanno ottenuto il diritto di partecipare alla Coppa Continentale 2023-2024.

## Formula e date
In questa stagione la competizione viene completamente rivoluzionata sia nel nome sia nel formato. Si torna alla nomenclatura Champions League in vigore fino all'edizione 2006-2007. Per l'edizione 2022-2023 partecipano un totale di 32 club divisi in tre fasce a seconda del ranking WSE. 
Il torneo si svolge in più fasi e più precisamente:
Primo turno di qualificazione
A questa fase partecipano 16 squadre divise in quattro gironi all'italiana di quattro squadre ciascuno. Ogni girone si svolge con partite di sola andata in sede unica. Le prime due classificate di ogni raggruppamento si qualificano per il secondo turno di qualificazione mentre i restanti club sono ammessi alla Coppa WSE.
Secondo turno di qualificazione
A questa fase partecipano le 8 squadre qualificate dal primo turno e altre 8 squadre qualificate di diritto dai vari campionati nazionali. Le 16 formazioni sono divise in quattro gironi all'italiana di quattro squadre ciascuno. Ogni girone si svolge con partite di sola andata in sede unica. Le prime due classificate di ogni raggruppamento si qualificano per la fase a gironi mentre i restanti club sono ammessi alla Coppa WSE.
Fase a gironi
A questa fase partecipano le 8 squadre qualificate dal secondo turno e altre 8 squadre qualificate di diritto dai vari campionati nazionali. La fase a gruppi si compone di 4 gruppi eliminatori di 4 squadre e ogni squadra gioca con le altre tre due volte, una in casa e una in trasferta.
Final Eight
La fase finale del torneo è disputata secondo la formula del torneo a eliminazione diretta con incontri di sola andata; prendono parte alla competizione le prime due classificate di ogni gruppo della fase a gironi per un totale di 8 club. Si disputa nella città di Viana do Castelo, in Portogallo, presso la struttura del Pavilhão Municipal José Natário, dal giovedì 4 maggio 2023 alla domenica 7 maggio 2023.
| Fase          | Turno            | Date                               |
| ------------- | ---------------- | ---------------------------------- |
| Primo turno   | Concentramenti   | dal 30 settembre al 2 ottobre 2022 |
| Secondo turno | Concentramenti   | dal 16 al 18 dicembre 2022         |
| Fase a gironi | Prima giornata   | 26 gennaio 2023                    |
| Fase a gironi | Seconda giornata | 9 febbraio 2023                    |
| Fase a gironi | Terza giornata   | 23 febbraio 2023                   |
| Fase a gironi | Quarta giornata  | 9 marzo 2023                       |
| Fase a gironi | Quinta giornata  | 23 marzo 2023                      |
| Fase a gironi | Sesta giornata   | 6 aprile 2023                      |
| Final Eight   | Quarti di finale | 4 e 5 maggio 2023                  |
| Final Eight   | Semifinali       | 6 maggio 2023                      |
| Final Eight   | Finale           | 7 maggio 2023                      |

## Squadre partecipanti

### Ranking delle federazioni
Di seguito riportiamo la tabella valevole per la stagione 2022-2023.
| Federazione | Posti totali | 1º turno | 2º turno | Gironi |
| ----------- | ------------ | -------- | -------- | ------ |
| Portogallo  | 7            | 2        | 2        | 3      |
| Spagna      | 7            | 3        | 2        | 2      |
| Italia      | 7            | 3        | 2        | 2      |
| Francia     | 5            | 4        | -        | 1      |
| Svizzera    | 4            | 3        | 1        | -      |
| Inghilterra | 2            | 2        | -        | -      |
| Germania    | 2            | 1        | 1        | -      |

### Lista
I club sono ordinati in base al coefficiente WSE della federazione di appartenenza. Accanto ad ogni club è indicata la posizione in classifica nel rispettivo campionato.
| Fase a gironi       | Fase a gironi           | Fase a gironi       | Fase a gironi             |
| ------------------- | ----------------------- | ------------------- | ------------------------- |
| Porto (1º-W)        | Sporting CP (3º-SF)     | Barcellona (1º-SF)  | Sarzana (10º-PT)          |
| Benfica (2º-F)      | Deportivo Liceo (2º-W)  | Trissino EU (1º-W)  | SCRA Saint-Omer (1º-W)    |
| Secondo turno       |                         |                     |                           |
| Barcelos (5º-SF)    | Reus Deportiu (4º-F)    | Amatori Lodi (2º-F) | Diessbach (2º-W)          |
| Oliveirense (4º-QF) | Noia (3º-SF)            | Follonica (3º-SF)   | Germania Herringen (1º-W) |
| Primo turno         |                         |                     |                           |
| Valongo (6º-QF)     | PAS Alcoy (7º-QF)       | Valdagno (6º-QF)    | Coutras (4º)              |
| Braga (7º-QF)       | Caldes (8º-QF)          | Grosseto (7º-QF)    | Noisy-le-Grand (5º)       |
| Lleida (5º-QF)      | Forte dei Marmi (4º-SF) | Quévert (2º)        | Ginevra (1º-F)            |
| Calafell WS (6º-QF) | Bassano (6º-QF)         | La Vendéenne (3º)   | King's Lynn (W)           |

## Risultati

### Primo turno di qualificazione

#### Girone A
| Squadra         | Pt | G | V | N | P | GF | GS | DG |
| --------------- | -- | - | - | - | - | -- | -- | -- |
| Forte dei Marmi | 7  | 3 | 2 | 1 | 0 | 12 | 4  | +8 |
| Braga           | 5  | 3 | 1 | 2 | 0 | 7  | 6  | +1 |
| PAS Alcoy       | 3  | 3 | 1 | 0 | 2 | 9  | 10 | -1 |
| Coutras         | 1  | 3 | 0 | 1 | 2 | 5  | 13 | -8 |

| Coutras 30 settembre 2022, ore 19:00 CEST | Forte dei Marmi | 5 – 1 | Coutras | Patinoire Milou Ducourtioux |

| Coutras 30 settembre 2022, ore 21:00 CEST | Braga | 3 – 2 | PAS Alcoy | Patinoire Milou Ducourtioux |

| Coutras 1º ottobre 2022, ore 16:00 CEST | Coutras | 3 – 3 | Braga | Patinoire Milou Ducourtioux |

| Coutras 1º ottobre 2022, ore 18:00 CEST | PAS Alcoy | 2 – 6 | Forte dei Marmi | Patinoire Milou Ducourtioux |

| Coutras 2 ottobre 2022, ore 14:00 CEST | Coutras | 1 – 5 | PAS Alcoy | Patinoire Milou Ducourtioux |

| Coutras 2 ottobre 2022, ore 16:00 CEST | Forte dei Marmi | 1 – 1 | Braga | Patinoire Milou Ducourtioux |

#### Girone B
| Squadra      | Pt | G | V | N | P | GF | GS | DG  |
| ------------ | -- | - | - | - | - | -- | -- | --- |
| Grosseto     | 6  | 3 | 2 | 0 | 1 | 18 | 6  | +12 |
| La Vendéenne | 6  | 3 | 2 | 0 | 1 | 9  | 6  | +3  |
| Lleida       | 6  | 3 | 2 | 0 | 1 | 19 | 7  | +12 |
| King's Lynn  | 0  | 3 | 0 | 0 | 3 | 4  | 31 | -27 |

| La Roche-sur-Yon 30 settembre 2022, ore 19:00 CEST | Grosseto | 13 – 2 | King's Lynn | Complexe Sportif de l'Angelmière |

| La Roche-sur-Yon 30 settembre 2022, ore 21:00 CEST | La Vendéenne | 2 – 4 | Lleida | Complexe Sportif de l'Angelmière |

| La Roche-sur-Yon 1º ottobre 2022, ore 16:00 CEST | King's Lynn | 1 – 4 | La Vendéenne | Complexe Sportif de l'Angelmière |

| La Roche-sur-Yon 1º ottobre 2022, ore 18:00 CEST | Lleida | 1 – 4 | Grosseto | Complexe Sportif de l'Angelmière |

| La Roche-sur-Yon 2 ottobre 2022, ore 14:00 CEST | King's Lynn | 1 – 14 | Lleida | Complexe Sportif de l'Angelmière |

| La Roche-sur-Yon 2 ottobre 2022, ore 16:00 CEST | Grosseto | 1 – 3 | La Vendéenne | Complexe Sportif de l'Angelmière |

#### Girone C
| Squadra        | Pt | G | V | N | P | GF | GS | DG  |
| -------------- | -- | - | - | - | - | -- | -- | --- |
| Calafell       | 7  | 3 | 2 | 1 | 0 | 9  | 4  | +5  |
| Valdagno       | 6  | 3 | 2 | 0 | 1 | 11 | 6  | +5  |
| Noisy-le-Grand | 4  | 3 | 1 | 1 | 1 | 10 | 9  | +1  |
| Ginevra        | 0  | 3 | 0 | 0 | 3 | 3  | 14 | -11 |

| Ginevra 30 settembre 2022, ore 19:00 CEST | Valdagno | 5 – 0 | Ginevra | Centre sportif d’Arve |

| Ginevra 30 settembre 2022, ore 21:00 CEST | Calafell | 2 – 2 | Noisy-le-Grand | Centre sportif d’Arve |

| Ginevra 1º ottobre 2022, ore 16:00 CEST | Ginevra | 0 – 3 | Calafell | Centre sportif d’Arve |

| Ginevra 1º ottobre 2022, ore 18:00 CEST | Noisy-le-Grand | 2 – 4 | Valdagno | Centre sportif d’Arve |

| Ginevra 2 ottobre 2022, ore 14:00 CEST | Ginevra | 3 – 6 | Noisy-le-Grand | Centre sportif d’Arve |

| Ginevra 2 ottobre 2022, ore 16:00 CEST | Valdagno | 2 – 4 | Calafell | Centre sportif d’Arve |

#### Girone D
| Squadra | Pt | G | V | N | P | GF | GS | DG |
| ------- | -- | - | - | - | - | -- | -- | -- |
| Caldes  | 5  | 3 | 1 | 2 | 0 | 7  | 5  | +2 |
| Valongo | 5  | 3 | 1 | 2 | 0 | 5  | 4  | +1 |
| Quévert | 4  | 3 | 1 | 1 | 1 | 9  | 9  | 0  |
| Bassano | 1  | 3 | 0 | 1 | 2 | 9  | 12 | -3 |

| Dinan 30 settembre 2022, ore 19:00 CEST | Bassano | 5 – 6 | Quévert | Salle Némée |

| Dinan 30 settembre 2022, ore 21:00 CEST | Caldes | 1 – 1 | Valongo | Salle Némée |

| Dinan 1º ottobre 2022, ore 16:00 CEST | Quévert | 1 – 1 | Caldes | Salle Némée |

| Dinan 1º ottobre 2022, ore 18:00 CEST | Valongo | 1 – 1 | Bassano | Salle Némée |

| Dinan 2 ottobre 2022, ore 14:00 CEST | Quévert | 2 – 3 | Valongo | Salle Némée |

| Dinan 2 ottobre 2022, ore 16:00 CEST | Bassano | 3 – 5 | Caldes | Salle Némée |

### Secondo turno di qualificazione

#### Girone A
| Squadra     | Pt | G | V | N | P | GF | GS | DG |
| ----------- | -- | - | - | - | - | -- | -- | -- |
| Oliveirense | 9  | 3 | 3 | 0 | 0 | 15 | 7  | +8 |
| Calafell    | 6  | 3 | 2 | 0 | 1 | 13 | 7  | +6 |
| Grosseto    | 3  | 3 | 1 | 0 | 2 | 9  | 16 | -7 |
| Diessbach   | 0  | 3 | 0 | 0 | 3 | 7  | 14 | -7 |

| Diessbach bei Büren 16 dicembre 2022, ore 19:00 CET | Calafell | 2 – 3 | Oliveirense | Sporthalle |

| Diessbach bei Büren 16 dicembre 2022, ore 21:00 CET | Diessbach | 3 – 4 | Grosseto | Sporthalle |

| Diessbach bei Büren 17 dicembre 2022, ore 16:00 CET | Oliveirense | 5 – 1 | Diessbach | Sporthalle |

| Diessbach bei Büren 17 dicembre 2022, ore 18:00 CET | Grosseto | 1 – 6 | Calafell | Sporthalle |

| Diessbach bei Büren 18 dicembre 2022, ore 12:00 CET | Calafell | 5 – 3 | Diessbach | Sporthalle |

| Diessbach bei Büren 18 dicembre 2022, ore 12:00 CET | Oliveirense | 7 – 4 | Grosseto | Sporthalle |

#### Girone B
| Squadra       | Pt | G | V | N | P | GF | GS | DG |
| ------------- | -- | - | - | - | - | -- | -- | -- |
| Reus Deportiu | 7  | 3 | 2 | 1 | 0 | 11 | 8  | +3 |
| Barcelos      | 5  | 3 | 1 | 2 | 0 | 7  | 6  | +1 |
| Braga         | 4  | 3 | 1 | 1 | 1 | 6  | 6  | 0  |
| Valdagno      | 0  | 3 | 0 | 0 | 3 | 5  | 9  | -4 |

| Valdagno 16 dicembre 2022, ore 19:00 CET | Valdagno | 4 – 6 | Reus Deportiu | Palalido |

| Valdagno 16 dicembre 2022, ore 21:00 CET | Barcelos | 3 – 3 | Braga | Palalido |

| Valdagno 17 dicembre 2022, ore 16:00 CET | Reus Deportiu | 2 – 2 | Barcelos | Palalido |

| Valdagno 17 dicembre 2022, ore 18:00 CET | Braga | 1 – 0 | Valdagno | Palalido |

| Valdagno 18 dicembre 2022, ore 14:00 CET | Reus Deportiu | 3 – 2 | Braga | Palalido |

| Valdagno 18 dicembre 2022, ore 16:00 CET | Valdagno | 1 – 2 | Barcelos | Palalido |

#### Girone C
| Squadra         | Pt | G | V | N | P | GF | GS | DG |
| --------------- | -- | - | - | - | - | -- | -- | -- |
| Noia            | 7  | 3 | 2 | 1 | 0 | 11 | 7  | +4 |
| Forte dei Marmi | 6  | 3 | 2 | 0 | 1 | 7  | 4  | +3 |
| Follonica       | 3  | 3 | 1 | 0 | 2 | 8  | 13 | -5 |
| Caldes          | 1  | 3 | 0 | 1 | 2 | 8  | 10 | -2 |

| Forte dei Marmi 16 dicembre 2022, ore 19:00 CET | Noia | 3 – 3 | Caldes | PalaForte |

| Forte dei Marmi 16 dicembre 2022, ore 21:00 CET | Forte dei Marmi | 4 – 0 | Follonica | PalaForte |

| Forte dei Marmi 17 dicembre 2022, ore 16:00 CET | Caldes | 1 – 2 | Forte dei Marmi | PalaForte |

| Forte dei Marmi 17 dicembre 2022, ore 18:00 CET | Follonica | 3 – 5 | Noia | PalaForte |

| Forte dei Marmi 18 dicembre 2022, ore 14:00 CET | Caldes | 4 – 5 | Follonica | PalaForte |

| Forte dei Marmi 18 dicembre 2022, ore 19:00 CET | Noia | 3 – 1 | Forte dei Marmi | PalaForte |

#### Girone D
| Squadra            | Pt | G | V | N | P | GF | GS | DG  |
| ------------------ | -- | - | - | - | - | -- | -- | --- |
| Valongo            | 9  | 3 | 3 | 0 | 0 | 17 | 6  | +11 |
| Amatori Lodi       | 4  | 3 | 1 | 1 | 1 | 8  | 7  | +1  |
| La Vendéenne       | 4  | 3 | 1 | 1 | 1 | 10 | 11 | -1  |
| Germania Herringen | 0  | 3 | 0 | 0 | 3 | 7  | 18 | -11 |

| Hamm 16 dicembre 2022, ore 19:00 CET | La Vendéenne | 5 – 2 | Germania Herringen | Glückauf Arena |

| Hamm 16 dicembre 2022, ore 21:00 CET | Valongo | 2 – 1 | Amatori Lodi | Glückauf Arena |

| Hamm 17 dicembre 2022, ore 16:00 CET | Germania Herringen | 3 – 9 | Valongo | Glückauf Arena |

| Hamm 17 dicembre 2022, ore 18:00 CET | Amatori Lodi | 3 – 3 | La Vendéenne | Glückauf Arena |

| Hamm 18 dicembre 2022, ore 11:00 CET | La Vendéenne | 2 – 6 | Valongo | Glückauf Arena |

| Hamm 18 dicembre 2022, ore 14:00 CET | Germania Herringen | 2 – 4 | Amatori Lodi | Glückauf Arena |

### Fase a gironi

#### Girone A
| Squadra         | Pt | G | V | N | P | GF | GS | DG |
| --------------- | -- | - | - | - | - | -- | -- | -- |
| Benfica         | 12 | 6 | 3 | 3 | 0 | 21 | 14 | +7 |
| Oliveirense     | 10 | 6 | 3 | 1 | 2 | 17 | 13 | +4 |
| Deportivo Liceo | 6  | 6 | 1 | 3 | 2 | 16 | 20 | -4 |
| Calafell        | 3  | 6 | 0 | 3 | 3 | 13 | 20 | -7 |

| Lisbona 26 gennaio 2023, ore 21:00 WET 1ª giornata | Benfica | 5 – 3 | Calafell | Pavilhão da Luz Nº 1 |

| Oliveira de Azeméis 26 gennaio 2023, ore 21:00 WET 1ª giornata | Oliveirense | 5 – 1 | Deportivo Liceo | Pavilhão Dr. Salvador Machado |

| Calafell 9 febbraio 2023, ore 20:30 CET 2ª giornata | Calafell | 1 – 1 | Oliveirense | Poliesportui Joan Ortoll |

| La Coruña 9 febbraio 2023, ore 21:00 CET 2ª giornata | Deportivo Liceo | 3 – 3 | Benfica | Pazo dos Deportes de Riazor |

| Calafell 23 febbraio 2023, ore 20:30 CET 3ª giornata | Calafell | 3 – 4 | Deportivo Liceo | Poliesportui Joan Ortoll |

| Oliveira de Azeméis 23 febbraio 2023, ore 21:00 WET 3ª giornata | Oliveirense | 2 – 5 | Benfica | Pavilhão Dr. Salvador Machado |

| La Coruña 9 marzo 2023, ore 20:30 CET 4ª giornata | Deportivo Liceo | 4 – 4 | Calafell | Pazo dos Deportes de Riazor |

| Lisbona 9 marzo 2023, ore 21:00 WET 4ª giornata | Benfica | 4 – 2 | Oliveirense | Pavilhão da Luz Nº 1 |

| Lisbona 9 marzo 2023, ore 21:00 WET 5ª giornata | Benfica | 2 – 2 | Deportivo Liceo | Pavilhão da Luz Nº 1 |

| Oliveira de Azeméis 23 marzo 2023, ore 21:00 WET 5ª giornata | Oliveirense | 4 – 0 | Calafell | Pavilhão Dr. Salvador Machado |

| Calafell 13 aprile 2023, ore 21:00 CET 6ª giornata | Calafell | 2 – 2 | Benfica | Poliesportui Joan Ortoll |

| La Coruña 13 aprile 2023, ore 21:00 CET 6ª giornata | Deportivo Liceo | 2 – 3 | Oliveirense | Pazo dos Deportes de Riazor |

#### Girone B
| Squadra  | Pt | G | V | N | P | GF | GS | DG  |
| -------- | -- | - | - | - | - | -- | -- | --- |
| Trissino | 14 | 6 | 4 | 2 | 0 | 33 | 19 | +14 |
| Porto    | 11 | 6 | 3 | 2 | 1 | 22 | 13 | +9  |
| Noia     | 8  | 6 | 2 | 2 | 2 | 18 | 23 | -5  |
| Sarzana  | 0  | 6 | 0 | 0 | 6 | 13 | 31 | -18 |

| Porto 26 gennaio 2023, ore 20:00 WET 1ª giornata | Porto | 3 – 3 | Trissino | Dragão Caixa |

| Sarzana 26 gennaio 2023, ore 20:00 CET 1ª giornata | Sarzana | 3 – 4 | Noia | Pista Vecchio Mercato |

| Trissino 9 febbraio 2023, ore 20:45 CET 2ª giornata | Trissino | 7 – 3 | Sarzana | PalaDante |

| Sant Sadurní d'Anoia 9 febbraio 2023, ore 21:00 CET 2ª giornata | Noia | 0 – 0 | Porto | Pavelló Olímpic de l'Ateneu Agrícola |

| Porto 23 febbraio 2023, ore 20:00 WET 3ª giornata | Porto | 5 – 0 | Sarzana | Dragão Caixa |

| Sant Sadurní d'Anoia 23 febbraio 2023, ore 21:00 CET 3ª giornata | Noia | 4 – 4 | Trissino | Pavelló Olímpic de l'Ateneu Agrícola |

| Sarzana 9 marzo 2023, ore 21:00 CET 4ª giornata | Sarzana | 3 – 7 | Porto | Pista Vecchio Mercato |

| Trissino 9 marzo 2023, ore 20:45 CET 4ª giornata | Trissino | 9 – 5 | Noia | PalaDante |

| Sarzana 23 marzo 2023, ore 21:00 CET 5ª giornata | Sarzana | 2 – 4 | Trissino | Pista Vecchio Mercato |

| Porto 23 marzo 2023, ore 20:00 WET 5ª giornata | Porto | 5 – 1 | Noia | Dragão Caixa |

| Trissino 13 aprile 2023, ore 21:00 CET 6ª giornata | Trissino | 7 – 3 | Porto | PalaDante |

| Sant Sadurní d'Anoia 13 aprile 2023, ore 21:00 CET 6ª giornata | Noia | 4 – 2 | Sarzana | Pavelló Olímpic de l'Ateneu Agrícola |

#### Girone C
| Squadra         | Pt | G | V | N | P | GF | GS | DG  |
| --------------- | -- | - | - | - | - | -- | -- | --- |
| Barcellona      | 13 | 6 | 4 | 1 | 1 | 26 | 15 | +11 |
| Valongo         | 11 | 6 | 3 | 2 | 1 | 19 | 16 | +3  |
| Forte dei Marmi | 9  | 6 | 2 | 3 | 1 | 19 | 21 | -2  |
| Amatori Lodi    | 0  | 6 | 0 | 0 | 6 | 7  | 19 | -12 |

| Barcellona 26 gennaio 2023, ore 19:30 CET 1ª giornata | Barcellona | 6 – 2 | Forte dei Marmi | Palau Blaugrana |

| Lodi 26 gennaio 2023, ore 21:00 CET 1ª giornata | Amatori Lodi | 0 – 3 | Valongo | PalaCastellotti |

| Forte dei Marmi 9 febbraio 2023, ore 20:45 CET 2ª giornata | Forte dei Marmi | 3 – 2 | Amatori Lodi | PalaForte |

| Valongo 9 febbraio 2023, ore 21:30 WET 2ª giornata | Valongo | 3 – 5 | Barcellona | Pavilhão Municipal |

| Barcellona 23 febbraio 2023, ore 18:30 CET 3ª giornata | Barcellona | 5 – 0 | Amatori Lodi | Palau Blaugrana |

| Valongo 23 febbraio 2023, ore 21:30 WET 3ª giornata | Valongo | 4 – 4 | Forte dei Marmi | Pavilhão Municipal |

| Lodi 9 marzo 2023, ore 21:00 CET 4ª giornata | Amatori Lodi | 2 – 3 | Barcellona | PalaCastellotti |

| Forte dei Marmi 9 marzo 2023, ore 20:45 CET 4ª giornata | Forte dei Marmi | 3 – 3 | Valongo | PalaForte |

| Lodi 23 marzo 2023, ore 21:00 CET 5ª giornata | Amatori Lodi | 2 – 3 | Forte dei Marmi | PalaCastellotti |

| Barcellona 23 marzo 2023, ore 20:00 CET 5ª giornata | Barcellona | 3 – 4 | Valongo | Palau Blaugrana |

| Forte dei Marmi 13 aprile 2023, ore 21:30 CET 6ª giornata | Forte dei Marmi | 4 – 4 | Barcellona | PalaForte |

| Valongo 13 aprile 2023, ore 20:30 WET 6ª giornata | Valongo | 2 – 1 | Amatori Lodi | Pavilhão Municipal |

#### Girone D
| Squadra         | Pt | G | V | N | P | GF | GS | DG  |
| --------------- | -- | - | - | - | - | -- | -- | --- |
| Sporting CP     | 11 | 6 | 3 | 2 | 1 | 25 | 16 | +9  |
| Barcelos        | 10 | 6 | 3 | 1 | 2 | 18 | 15 | +3  |
| Reus Deportiu   | 10 | 6 | 3 | 1 | 2 | 22 | 20 | +2  |
| SCRA Saint-Omer | 3  | 6 | 1 | 0 | 5 | 18 | 32 | -14 |

| Lisbona 26 gennaio 2023, ore 19:30 WET 1ª giornata | Sporting CP | 3 – 1 | Barcelos | Pavilhão João Rocha |

| Reus 26 gennaio 2023, ore 21:00 CET 1ª giornata | Reus Deportiu | 4 – 2 | SCRA Saint-Omer | Pavelló Olímpic |

| Saint-Omer 9 febbraio 2023, ore 20:00 CET 2ª giornata | SCRA Saint-Omer | 3 – 7 | Sporting CP | Salle des Sports du Brockus |

| Barcelos 9 febbraio 2023, ore 21:00 WET 2ª giornata | Barcelos | 3 – 1 | Reus Deportiu | Pavilhão Municipal |

| Lisbona 23 febbraio 2023, ore 19:30 WET 3ª giornata | Sporting CP | 5 – 7 | Reus Deportiu | Pavilhão João Rocha |

| Barcelos 23 febbraio 2023, ore 21:00 WET 3ª giornata | Barcelos | 3 – 4 | SCRA Saint-Omer | Pavilhão Municipal |

| Reus 9 marzo 2023, ore 21:00 CET 4ª giornata | Reus Deportiu | 2 – 2 | Sporting CP | Pavelló Olímpic |

| Saint Omer 9 marzo 2023, ore 20:00 CET 4ª giornata | SCRA Saint-Omer | 3 – 4 | Barcelos | Salle des Sports du Brockus |

| Lisbona 23 marzo 2023, ore 19:30 WET 5ª giornata | Sporting CP | 6 – 1 | SCRA Saint-Omer | Pavilhão João Rocha |

| Reus 23 marzo 2023, ore 20:45 CET 5ª giornata | Reus Deportiu | 1 – 4 | Barcelos | Pavelló Olímpic |

| Barcelos 13 aprile 2023, ore 20:00 WET 6ª giornata | Barcelos | 2 – 2 | Sporting CP | Pavilhão Municipal |

| Saint Omer 13 aprile 2023, ore 21:00 CET 6ª giornata | SCRA Saint-Omer | 4 – 7 | Reus Deportiu | Salle des Sports du Brockus |

### Final Eight
La Final Eight della manifestazione si sono disputate dal 4 al 7 maggio 2023 presso il Pavilhão Municipal José Natário a Viana do Castelo in Portogallo.
|  | Quarti di finale      | Quarti di finale      | Quarti di finale      |         |                       | Semifinali  | Semifinali | Semifinali |  |  | Finale                | Finale | Finale |
|  |                       |                       |                       |         |                       |             |            |            |  |  |                       |        |        |
|  | Portogallo (bandiera) | Benfica               | 2                     |         |                       |             |            |            |  |  |                       |        |        |
|  | Portogallo (bandiera) | Porto                 | 4                     |         |                       |             |            |            |  |  |                       |        |        |
|  | Portogallo (bandiera) | Porto                 | 4                     |         | Portogallo (bandiera) | Porto       | 4          |            |  |  |                       |        |        |
|  |                       |                       |                       |         | Portogallo (bandiera) | Porto       | 4          |            |  |  |                       |        |        |
|  |                       | Spagna (bandiera)     | Barcellona            | 3       |                       |             |            |            |  |  |                       |        |        |
|  | Spagna (bandiera)     | Spagna (bandiera)     | Barcellona            | 3       | Barcellona            | 5           |            |            |  |  |                       |        |        |
|  | Spagna (bandiera)     |                       |                       |         | Barcellona            | 5           |            |            |  |  |                       |        |        |
|  | Portogallo (bandiera) | Barcelos              | 3                     |         |                       |             |            |            |  |  |                       |        |        |
|  |                       |                       |                       |         |                       |             |            |            |  |  | Portogallo (bandiera) | Porto  | 5      |
|  |                       |                       | Portogallo (bandiera) | Valongo | 1                     |             |            |            |  |  |                       |        |        |
|  | Italia (bandiera)     | Trissino              | 6                     |         |                       |             |            |            |  |  |                       |        |        |
|  | Portogallo (bandiera) | Oliveirense           | 8                     |         |                       |             |            |            |  |  |                       |        |        |
|  | Portogallo (bandiera) | Oliveirense           | 8                     |         | Portogallo (bandiera) | Oliveirense | 4          |            |  |  |                       |        |        |
|  |                       |                       |                       |         | Portogallo (bandiera) | Oliveirense | 4          |            |  |  |                       |        |        |
|  |                       | Portogallo (bandiera) | Valongo               | 6       |                       |             |            |            |  |  |                       |        |        |
|  | Portogallo (bandiera) | Portogallo (bandiera) | Valongo               | 6       | Sporting CP           | 2           |            |            |  |  |                       |        |        |
|  | Portogallo (bandiera) |                       |                       |         | Sporting CP           | 2           |            |            |  |  |                       |        |        |
|  | Portogallo (bandiera) | Valongo               | 3                     |         |                       |             |            |            |  |  |                       |        |        |